# بيتر كونينغهام
بيتر كونينغهام (بالإنجليزية: Peter Cunningham)‏ (13 يوليو 1906 بغلاسكو في المملكة المتحدة - 3 سبتمبر 1934) هو لاعب كرة قدم بريطاني (وحمل سابقاً جنسية المملكة المتحدة لبريطانيا العظمى وأيرلندا) في مركز الهجوم. لعب مع بورت فايل ونادي بارتيك ثيسل ونادي بارنسلي ونادي كرو ألكساندرا ونادي كورك سيتي ونادي كلايد.